# Victimización de Austria en la Segunda Guerra Mundial

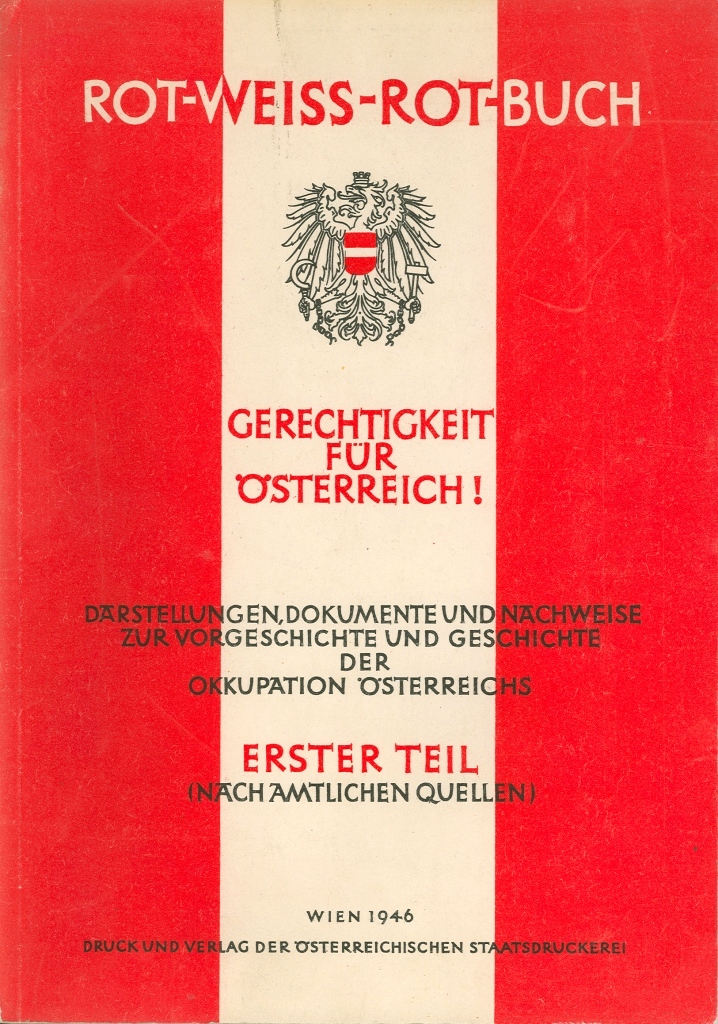
El "Libro Rojo-Blanco-Rojo", publicado por el Ministerio de Asuntos Exteriores de Austria en 1946, es una descripción oficial del punto de vista de los fundadores de la Segunda República Austriaca sobre los acontecimientos de 1938-1945.

La teoría de la víctima (alemán: Opferthese), encapsulada en el eslogan «Austria, la primera víctima de los nazis» fue la base ideológica de los austriacos durante la Ocupación aliada y la independiente Segunda República de Austria, entre 1949 y 1988. Según los fundadores de la Segunda República de Austria, el Anschluss de 1938 fue un acto de agresión militar del Tercer Reich. La condición de Estado de Austria se había interrumpido y, por lo tanto, la Austria recién renacida de 1945 no podía ser considerada responsable de los crímenes de los nazis en modo alguno. La «teoría de la víctima» que se había formado en 1949 insistía en que todos los austríacos, incluidos aquellos que apoyaban firmemente a Adolf Hitler, habían sido víctimas involuntarias del régimen nazi y, por lo tanto, no eran responsables de sus crímenes.
El «mito de víctima» se convirtió en una base esencial en la sociedad austriaca que permitió a grandes oponentes (por ej. los socialdemócratas y los conservadores católicos) unirse y traer de regreso a antiguos nazis a la vida social y política. Por casi medio siglo el Estado austriaco negó cualquier tipo de continuidad entre el régimen político que gobernó entre 1938. La desnazificación de posguerra se interrumpió rápidamente; veteranos de la  Wehrmacht y la Waffen-SS tomaron un lugar honorable en la sociedad. La lucha por justicia por las víctimas reales del nazismo (principalmente los judíos) fueron aplacados como un intento de obtener enriquicimiento ilícito a costa de la nación austriaca.
En 1986, la elección de un antiguo oficial de la Wehrmacht, Kurt Waldheim, como presidente federal, puso Austria al borde del aislamiento internacional. Una fuerte presión externa y un debate político interno obligaron a los austriacos a reconsiderar su actitud ante el pasado. A partir de la administración política de 1988 y luego seguida por la mayoría del pueblo austriaco, la nación reconoció su responsabilidad colectiva por los crímenes cometidos durante la ocupación nazi y abandonó oficialmente la «teoría de la víctima». Algunos historiadores también llaman a la «teoría de la víctima» la «gran mentira».

## Origen
Para legitimar el estatuto de víctima se remitió a que Austria dejó, involuntariamente, de ser un sujeto de Derecho internacional refiriéndose a la detención de miembros del gobierno austríaco tras la invasión de las tropas alemanas. Como apoyo de esta teoría sirve la Declaración de Moscú del 1 de noviembre de 1943, según la cual los ministros de exteriores de Gran Bretaña, los Estados Unidos y la Unión Soviética consideran que "Austria era el primer país libre que fue objeto de la típica política de agresión de Hitler y debería ser liberado del dominio alemán" y que el "Anschluss" de 1938 debía considerarse como "nulo". Posteriormente el Estado de Austria valía, en términos jurídicos, como víctima de la política nacionalsocialista.
A ello, se juntó el estatuto de víctima de individuos. Se diferenciaba en el procedimiento legislativo entre víctimas políticos y víctimas de la guerra. 
La Opferthese se apoyaba firmemente por un abanico de actividades culturales: En el Festival de Salzburgo se referían a la revocación del presidente del festival Heinrich Freiherr von Puthon y del director del Mozarteum Bernhard Paumgartner por los nazis, y a la suspensión de la pieza teatral Jedermann en la plaza de la Catedral. El grupo de patinaje artístico Wiener Eisrevue presentó en toda Europa bienaventuranza envuelta en operetas y vals, la Orquesta Mozart de Viena actuaba diligentemente en Florencia, París, Ámsterdam, Bruselas, Londres y Moscú. La trilogía de Sissi con Romy Schneider y Karlheinz Böhm retrató a una Austria inocente y amable así como de absoluta inocuidad.

## Efectos y consecuencias a largo plazo
La teoría de la victimización de Austria en la Segunda Guerra Mundial se basa en una fase temprana en las formulaciones de la declaración de independencia de Austria del 27 de abril de 1945. Este documento se considera como documento constitutivo de la Segunda República de Austria, con el que Austria se independiza del Reich alemán. Esto pone de manifiesto que "el Anschluss de 1938 fue preparado mediante una amenaza militar del exterior y del interior así que mediante el terror traicionero de una minoría nazi [... y] que le fue impuesto mediante una ocupación militar y bélica al desamparado pueblo austríaco".
Ya en la posguerra la teoría surte efecto de manera que la "desnazificación"  - aunque más estricta que en Alemania en los primeros años de la posguerra (Verbotsgesetz 1947), se paró en el contexto de la Guerra Fría y, por consiguiente, no ha sido llevado a cabo suficientemente. También la restitución de bienes expropiados se iba retrasando. 
Además, el papel cómplice de muchos austríacos en las atrocidades cometidas durante el período nazi llevó a que la reparación de las víctimas políticas de la persecución nazi; (judíos, gitanos, entre otros) progresó muy lentamente a diferencia de las "víctimas de guerra". Ya que "el Gobierno nacionalsocialista de Adolf Hitler [...] llevó al pueblo austríaco privado de la voluntad y del poder propios una guerra de conquista insensata y sin esperanza que ninguno de los austríacos había deseado", fue fácil calificar a los miembros de la Wehrmacht de víctimas de guerra. Entre estos se contaban también miembros de la waffen-SS que se habían hecho miembros a partir del 1 de octubre de 1943, puesto que la pertenencia se consideraba como forzada a partir de esta fecha. En este discurso se trataba, en gran medida, del reparto de los votos de los nacionalistas y populistas alemanes por los dos partidos SPÖ y ÖVP.
Los miembros del gobierno (que todos, a su vez, fueron perseguidos por el nazismo) utilizaban esta concepción historiográfica para defenderse contra exigencias de la URSS y para rechazar toda culpa.
Esto es la razón por la falta de discusiones sobre el papel de Austria en la Segunda Guerra Mundial hasta los años 1990. A través de la constante de Mantener el Opferthese a través de varias Décadas, en Austria, la Época del Nazismo hasta la década de 1990 apenas se trabajaba y la Tätereigenschaft muchos Austriacos apenas se percibe. Tras hacerse público el papel de Kurt Waldheim en el nazismo, en 1991 el entonces canciller Franz Vranitzky como primer representante oficial de Austria confesó los crímenes cometidos por los austríacos en la época nazi y pidió disculpas. Este cambio también permitió al polítologo austríaco Andreas Maislinger realizar el Servicio Austríaco de la memoria ya propuesto a los finales de la década de los años 70 junto con el ministro competente Franz Löschnak.

## Literatura
- Gerhard Botz: Geschichte und kollektives Gedächtnis in der Zweiten Republik. „Opferthese“, „Lebenslüge“ und „Geschichtstabu“ in der Zeitgeschichtsschreibung. En: Wolfgang Kos, Georg Rigele (Ed.):Inventur 45/55. Österreich im ersten Jahrzehnt der Zweiten Republik. Sonderzahl, Viena, 1996, ISBN 3-85449-092-5, P. 51-85.
- Ewald Ehtreiber: Palabras claves: "Opferthese", "Vergangenheitsbewältigung" (recuperación de la memoria histórica), "Wehrmachtsausstellung" y "Wiedergutmachung" (Reparación). En: Oswald Panagl, Peter Gerlich (Ed.): Wörterbuch der politischen Sprache in Österreich. öbv, Viena, 2007, ISBN 978-3-209-05952-9
- Anton Informal: Gedenkdienste: NS-Bewältigung in Österreich. En: Tatort: Versöhnung. Aktion Sühnezeichen in der BRD und in der DDR und Gedenkdienst in Österreich. Evangelische Verlagsanstalt, Leipzig 2011, ISBN 978-3-374-02868-9, S. 409-458.
- Andreas Maislinger:  "Vergangenheitsbewältigung" in der Bundesrepublik Deutschland, der DDR und Österreich. Psychologisch-pädagogische Maßnahmen im Vergleich. En: Deutschland Archiv, septiembre de 1990.
- Günther Sandner: Vergangenheitspolitik im Kabinett. Die Debatten um die österreichischen Kriegsopfer am Beginn der Zweiten Republik. En: Oswald Panagl, Ruth Wodak (Ed.):  Text und Kontext. Theoriemodelle und methodische Verfahren im transdisziplinären Vergleich.Königshausen & Neumann, Würzburg, 2004, ISBN 3-8260-2838-4, P. 131-147.